# Суровый (остров)
Суро́вый — остров архипелага Северная Земля. Административно относится к Таймырскому Долгано-Ненецкому району Красноярского края.
Расположен в 500 метрах от западного побережья острова Комсомолец в заливе Журавлёва на самом входе в бухту Клин.
Имеет вытянутую с юго-запада на северо-восток форму длиной 4,5 километра и шириной до 1,7 километра. Высота острова плавно повышается от побережья к центру и достигает 11 метров. С центральной возвышенности к югу и к северу стекает три небольших ручья. В западной части острова у самого берега находится небольшое озеро размером приблизительно 500×400 метров. Северный берег Сурового — довольно ровный и обрывистый высотой от 6 до 12 метров; южный берег — пологий, изрезанный небольшими мысами и заливами. В центре острова, на возвышенности находится геодезический пункт. У юго-восточного побережья лежат два малых безымянных острова.